# Новоселки (деревня, городской округ Ступино)
Новоселки — деревня в Ступинском районе Московской области в составе Аксиньинского сельского поселения (до 2006 года входило в Мещеринский сельский округ). Новоселки на 2015 год — фактически дачный посёлок: при 6 жителях в деревне числятся 2 улицы и 2 садовых товарищества.

## Население
| 2002 | 2006 | 2010 |
| ---- | ---- | ---- |
| 16   | ↘9   | ↘6   |

Новоселки расположено в северо-восточной части района, на левом берегу реки Городенка, примерно в полукилометре от внешней стороны Большого московского кольца, высота центра деревни над уровнем моря — 117 м. Ближайшие населённые пункты: Бессоново примерно в 300 м южнее, на другом берегу реки и Боброво — в 0,8 км на северо-запад.